# Strzępkoząb wąskozarodnikowy
Strzępkoząb wąskozarodnikowy (Alutaceodontia alutacea (Fr.) Hjortstam & Ryvarden) – gatunek grzybów z rodziny drewniczkowatych (Schizoporaceae). Należy do monotypowego rodzaju Alutaceodontia (Parmasto) Hjortstam & Ryvarden 2002.

## Systematyka i nazewnictwo
Pozycja w klasyfikacji według Index Fungorum: Alutaceodontia, Schizoporaceae, Hymenochaetales, Agaricomycetidae, Agaricomycetes, Agaricomycotina, Basidiomycota, Fungi.
Po raz pierwszy takson ten zdiagnozował w 1821 r. Elias Fries, nadając mu nazwę Hydnum alutaceum. Obecną, uznaną przez Index Fungorum nazwę nadali mu w 2002 r. Kurt Hjortstam i Leif Ryvarden.
Ma 14 synonimów. Niektóre z nich:
- Grandinia stenospora (P. Karst.) Jülich 1982
- Hyphodontia alutacea (Fr.) J. Erikss. 1958
- Kneiffiella alutacea (Fr.) Jülich & Stalpers 1980
- Odontia dubia (Rick) Rick 1959[2].

Polską nazwę strzępkoząb wąskozarodnikowy zarekomendował Władysław Wojewoda w 2003 r. dla ówczesnej naukowej nazwy Hyphodontia alutacea. Jest niespójna z aktualną nazwą naukową.

## Występowanie i siedlisko
Występuje w Ameryce Północnej, Europie, Azji i Australii, podano także pojedyncze stanowiska w północnej części Ameryki Południowej, Nowej Zelandii i antarktydzie i. W zestawieniu wielkoowocnikowych grzybów podstawkowych Polski W. Wojewoda w 2003 r. przytoczył 8 stanowisk w Polsce, inne podano także w latach późniejszych.
Grzyby naziemne, saprotrofy. Występują w lasach iglastych i w ogrodach na martwym drewnie drzew iglastych od maja do października.